# Lozivski
Lozivski (en ucraniano: Лозівський, romanizado: Lozivskyi; en ruso: Лозовский, romanizado: Lozovski) es un asentamiento urbano ucraniano perteneciente al óblast de Lugansk. Situado en el este del país, hasta 2020 era parte del raión de Slovianoserbsk, pero hoy es parte del raión de Alchevsk y del municipio (hromada) de Zimogiria. Sin embargo, según el sistema administrativo ruso que ocupa y controla la región, Lozivski sigue perteneciendo al raión de Slovianoserbsk.
El asentamiento se encuentra ocupado por Rusia desde la guerra del Dombás, siendo administrado como parte de la de facto República Popular de Lugansk y luego ilegalmente integrado en Rusia como parte de la República Popular de Lugansk rusa.

## Geografía
Lozivski está a orillas del río Lozova, 17 km al sur de Slovianoserbsk y 31 km al oeste de Lugansk.

## Historia
Lozivski se fundó en 1949 como asentamiento de trabajadores de una mina de carbón con el nombre de Vosma stroika (en ucraniano: Восьма стройка, lit. 'edificio ocho') y en 1954 recibió el estatus de asentamiento de tipo urbano, al mismo tiempo que se le cambió el nombre a su nombre actual. 
En verano de 2014, durante la guerra del Dombás, los separatistas prorrusos tomaron el control de Lozivski y desde entonces está controlado por la autoproclamada República Popular de Lugansk.

## Demografía
La evolución de la población entre 1959 y 2022 fue la siguiente:
| 5821                                                          | 7077 | 5146 | 5023 | 4857 | 4804 |
| (Fuente: Cities & Towns of Ukraine y UKRAINE: Größere Städte) |      |      |      |      |      |

Según el censo de 2001, la lengua materna de la mayoría de los habitantes, el 75,51%, es el ruso; del 24,17% es el ucraniano.

## Personas ilustres
- Volodímir Struk (1964-2022): político ucraniano por el Partido de las Regiones y alcalde de Kreminná hasta su muerte a manos de partisanos ucranianos.